# Pseudharpinia vallini
Pseudharpinia vallini is een vlokreeftensoort uit de familie van de Phoxocephalidae. De wetenschappelijke naam van de soort is voor het eerst geldig gepubliceerd in 1954 door Dahl.